# Uzumasa Tenjingawa (métro de Kyoto)
Uzumasa Tenjingawa (太秦天神川駅, Uzumasa Tenjingawa-eki) est une station du métro de Kyoto sur la ligne Tōzai dans l'arrondissement d'Ukyō à Kyoto.

## Situation sur le réseau
La station Uzumasa Tenjingawa marque la fin de la ligne Tōzai.

## Histoire
La station a été inaugurée le 16 janvier 2008.

## Services aux voyageurs

### Accès et accueil
La station est ouverte tous les jours.

### Desserte
- Ligne Tōzai :
  - voies 1 et 2 : direction Rokujizō ou Biwako-hamaotsu (par la ligne Keihan Keishin)

### Intermodalité
L'arrêt Randen-Tenjingawa du tramway de Kyoto est situé à proximité.